# Palmerella albocristata
Palmerella albocristata är en stekelart som först beskrevs av Setsuya Momoi 1966.  Palmerella albocristata ingår i släktet Palmerella och familjen brokparasitsteklar. Inga underarter finns listade i Catalogue of Life.